# Cinque Nazioni 1950
Il Cinque Nazioni 1950 (in inglese 1950 Five Nations Championship; in francese Tournoi des Cinq Nations 1950; in gallese Pencampwriaeth y Pum Gwlad 1950) fu la 21ª edizione del torneo annuale di rugby a 15 tra le squadre nazionali di Francia, Galles, Inghilterra, Irlanda e Scozia, nonché la 56ª in assoluto considerando anche le edizioni dell'Home Nations Championship.
Per la sedicesima volta, la seconda nel dopoguerra benché solo la prima indivisa, fu il Galles ad aggiudicarsi il titolo conseguendo anche il Grande Slam.
Calcutta Cup alla Scozia, vincitrice 13-11 a Murrayfield sull'Inghilterra: avrebbero dovuto passare 14 anni prima di riportare a Edimburgo il prestigioso trofeo.
Il valore delle marcature, come stabilito dall’IRFB nel 1948, era: 3 punti per ciascuna meta (5 se trasformata), 3 punti per la realizzazione di ciascun calcio piazzato, mark o drop.

## Nazionali partecipanti e sedi
| Squadra     | Città           | Impianto interno         |
| ----------- | --------------- | ------------------------ |
| Francia     | Colombes        | Stadio Yves du Manoir    |
| Galles      | Cardiff Swansea | Arms Park St. Helen's    |
| Inghilterra | Londra          | Twickenham               |
| Irlanda     | Belfast Dublino | Ravenhill Lansdowne Road |
| Scozia      | Edimburgo       | Murrayfield              |

## Risultati
| Arbitro: | Trevor Jones |

|                 |    |         |
| Budge Macdonald | mt | Merquey |
| Bruce-Lockhart  | tr | J. Prat |

| Arbitro: | Ham Lambert |

|          |      |                |
| J. Smith | mt   | Cale C. Davies |
| Hofmeyer | tr   | L. Jones       |
|          | c.p. | L. Jones       |

| Arbitro: | Tom Pearce |

|       |      |        |
|       | c.p. | Burges |
| Lauga | drop |        |

| Arbitro: | Michael Dowling |

|                    |      |  |
| K. Jones M. Thomas | mt   |  |
| B. Jones           | c.p. |  |
| Cleaver            | drop |  |

| Arbitro: | A.R. Beattie |

|         |    |  |
| Roberts | mt |  |

| Arbitro: | Ham Lambert |

|                |    |          |
| Cazenave Pilon | mt | J. Smith |

| Arbitro: | Tom Pearce |

|                      |      |  |
| Blayney Crowe Curtis | mt   |  |
| Norton (3)           | tr   |  |
| Norton (2)           | c.p. |  |

| Arbitro: | A.R. Beattie |

|        |      |                    |
|        | mt   | K. Jones M. Thomas |
| Norton | c.p. |                    |

| Arbitro: | Michael Dowling |

|                       |      |              |
| Abercrombie Sloan (2) | mt   | J. Smith (2) |
| Gray (2)              | tr   | Hofmeyer     |
|                       | c.p. | Hofmeyer     |

| Arbitro: | Michael Dowling |

|                               |      |  |
| R. John K. Jones (2) Matthews | mt   |  |
| L. Jones (3)                  | tr   |  |
| L. Jones                      | c.p. |  |

## Classifica
| Pos | Squadra     | G | V | N | P | PF | PS | DP  | Pt |
| --- | ----------- | - | - | - | - | -- | -- | --- | -- |
| 1   | Galles      | 4 | 4 | 0 | 0 | 50 | 8  | +42 | 8  |
| 2   | Scozia      | 4 | 2 | 0 | 2 | 21 | 49 | −28 | 4  |
| 3   | Irlanda     | 4 | 1 | 1 | 2 | 27 | 12 | +15 | 3  |
| 4   | Francia     | 4 | 1 | 1 | 2 | 14 | 35 | −21 | 3  |
| 5   | Inghilterra | 4 | 1 | 0 | 3 | 22 | 30 | −8  | 2  |